# Élections législatives de 2012 dans les Deux-Sèvres
Les élections législatives françaises de 2012 se déroulent les 10 juin et 17 juin 2012. Dans le département des Deux-Sèvres, trois députés sont à élire dans le cadre de trois circonscriptions, soit une de moins que lors des législatures précédentes, en raison du redécoupage électoral.

## Élus
|                                                 | Circonscription | Député sortant       |  | Parti | Député élu ou réélu |                | Parti          |
| ----------------------------------------------- | --------------- | -------------------- |  | ----- | ------------------- | -------------- | -------------- |
| ≠                                               | 1re             | Geneviève Gaillard   |  | PS    | Geneviève Gaillard  |                | PS             |
| ≠                                               | 2e              | Delphine Batho       |  | PS    | Delphine Batho      |                | PS             |
| ≠                                               | 3e              | Jean-Marie Morisset* |  | UMP   | Jean Grellier       |                | PS             |
| –                                               | 4e              | Jean Grellier        |  | PS    | Siège supprimé      | Siège supprimé | Siège supprimé |
| * député sortant ne se représentant pas en 2012 |                 |                      |  |       |                     |                |                |

## Impact du redécoupage territorial
Le redécoupage électoral de 2010 fait perdre aux Deux-Sèvres une de ses quatre circonscriptions. Les Deux-Sèvres ne possèdent donc plus que trois circonscriptions.

## Positionnement des partis
Aucune des circonscriptions des Deux-Sèvres n'a été choisie dans l'accord entre le Parti Socialiste et Europe Écologie Les Verts. Le Parti socialiste a reconduit ses trois députés sortants des anciennes première, deuxième et quatrième circonscriptions.
Jean-Marie Morisset, unique député deux-sévrien de l'Union pour un mouvement populaire, député sortant de la circonscription supprimée lors du redécoupage électoral, décide de ne pas se présenter à sa propre succession pour un cinquième mandat.

## Résultats

### Résultats à l'échelle du département
| Parti          | Parti                               | Premier tour | Premier tour | Second tour | Second tour | Sièges |
| Parti          | Parti                               | Voix         | %            | Voix        | %           | Sièges |
| -------------- | ----------------------------------- | ------------ | ------------ | ----------- | ----------- | ------ |
|                | Parti socialiste                    | 75 638       | 48,01        | 54 855      | 57,00       | 3      |
|                | Europe Écologie Les Verts           | 5 735        | 3,64         |             |             | 0      |
|                | Majorité présidentielle             | 81 373       | 51,65        | 54 855      | 57,00       | 3      |
|                |                                     |              |              |             |             |        |
|                | Union pour un mouvement populaire   | 16 940       | 10,75        | 20 565      | 21,37       | 0      |
|                | Parti radical                       | 15 494       | 9,83         | 20 814      | 21,63       | 0      |
|                | Nouveau centre                      | 13 523       | 8,58         |             |             | 0      |
|                | Divers droite dont DLR et PCD       | 2 836        | 1,80         | 0           |             |        |
|                | Droite parlementaire                | 48 793       | 30,97        | 41 379      | 43,00       | 0      |
|                |                                     |              |              |             |             |        |
|                | Front national                      | 12 535       | 7,96         |             |             | 0      |
|                | Front de gauche                     | 8 763        | 5,56         | 0           |             |        |
|                | Mouvement démocrate                 | 3 891        | 2,47         | 0           |             |        |
|                | Extrême gauche dont LO et NPA       | 1 178        | 0,75         | 0           |             |        |
|                | Divers écologiste dont Cap21 et AÉI | 805          | 0,51         | 0           |             |        |
|                | Divers                              | 217          | 0,14         | 0           |             |        |
|                |                                     |              |              |             |             |        |
| Inscrits       | Inscrits                            | 270 772      | 100,00       | 173 542     | 100,00      | 3      |
| Abstentions    | Abstentions                         | 109 793      | 40,55        | 74 207      | 42,76       |        |
| Votants        | Votants                             | 160 979      | 59,45        | 99 335      | 57,24       |        |
| Blancs et nuls | Blancs et nuls                      | 3 424        | 2,13         | 3 101       | 3,12        |        |
| Exprimés       | Exprimés                            | 157 555      | 97,87        | 96 234      | 96,88       |        |

### Résultats par circonscription

#### Première circonscription (Niort)
| Candidat       | Candidat                           | Parti          | Premier tour | Premier tour | Second tour | Second tour |  |
| Candidat       | Candidat                           | Parti          | Voix         | %            | Voix        | %           |  |
| -------------- | ---------------------------------- | -------------- | ------------ | ------------ | ----------- | ----------- |  |
|                | Geneviève Gaillard sortante réélue | PS             | 21 446       | 42,40        | 26 707      | 56,20       |  |
|                | Jérôme Baloge                      | PRV            | 15 494       | 30,64        | 20 814      | 43,80       |  |
|                | Nathalie Seguin                    | FG (PCF)       | 4 747        | 9,39         |             |             |  |
|                | Lucie Chaumeron                    | FN             | 3 437        | 6,80         |             |             |  |
|                | Virginie Léonard                   | EÉLV           | 2 926        | 5,79         |             |             |  |
|                | Jean-Michel Prieur                 | MoDem          | 1 682        | 3,33         |             |             |  |
|                | Michel Mignard                     | Cap21          | 464          | 0,92         |             |             |  |
|                | Maryse Vallée                      | LO             | 380          | 0,75         |             |             |  |
|                |                                    |                |              |              |             |             |  |
| Inscrits       | Inscrits                           | Inscrits       | 88 446       | 100,00       | 88 435      | 100,00      |  |
| Abstentions    | Abstentions                        | Abstentions    | 36 939       | 41,76        | 39 043      | 44,15       |  |
| Votants        | Votants                            | Votants        | 51 507       | 58,24        | 49 392      | 55,85       |  |
| Blancs et nuls | Blancs et nuls                     | Blancs et nuls | 931          | 1,81         | 1 871       | 3,79        |  |
| Exprimés       | Exprimés                           | Exprimés       | 50 576       | 98,19        | 47 521      | 96,21       |  |

#### Deuxième circonscription (Melle)
|                | Delphine Batho sortante réélue | PS             | 30 226 | 53,18  |  |  |  |
|                | Xavier Argenton                | NC (UMP)       | 13 523 | 23,79  |  |  |  |
|                | Philippe Maurin                | FN             | 5 384  | 9,47   |  |  |  |
|                | Christine Antoine              | FG (PCF)       | 2 416  | 4,25   |  |  |  |
|                | Geneviève Paillaud             | Les Verts      | 1 718  | 3,02   |  |  |  |
|                | Benjamin Roux                  | DLR            | 1 149  | 2,02   |  |  |  |
|                | Solange Brouxel                | MoDem          | 1 015  | 1,79   |  |  |  |
|                | François Royal                 | MPF            | 765    | 1,35   |  |  |  |
|                | André Depouille                | NPA            | 366    | 0,64   |  |  |  |
|                | Nicole Poupinot                | LO             | 239    | 0,42   |  |  |  |
|                | Gilles Athanassof              | Divers         | 37     | 0,07   |  |  |  |
|                |                                |                |        |        |  |  |  |
| Inscrits       | Inscrits                       | Inscrits       | 97 217 | 100,00 |  |  |  |
| Abstentions    | Abstentions                    | Abstentions    | 38 942 | 40,06  |  |  |  |
| Votants        | Votants                        | Votants        | 58 275 | 59,94  |  |  |  |
| Blancs et nuls | Blancs et nuls                 | Blancs et nuls | 1 437  | 2,47   |  |  |  |
| Exprimés       | Exprimés                       | Exprimés       | 56 838 | 97,53  |  |  |  |

#### Troisième circonscription (Thouars - Bressuire)
| Candidat       | Candidat               | Parti          | Premier tour | Premier tour | Second tour | Second tour |  |
| Candidat       | Candidat               | Parti          | Voix         | %            | Voix        | %           |  |
| -------------- | ---------------------- | -------------- | ------------ | ------------ | ----------- | ----------- |  |
|                | Jean Grellier élu      | PS             | 23 966       | 47,80        | 28 148      | 57,78       |  |
|                | Philippe Mouiller      | UMP            | 16 940       | 33,78        | 20 565      | 42,22       |  |
|                | Jean-Romée Charbonneau | FN             | 3 714        | 7,41         |             |             |  |
|                | Thibaut Lalu           | FG (PCF)       | 1 600        | 3,19         |             |             |  |
|                | Pierre Bureau          | MoDem          | 1 194        | 2,38         |             |             |  |
|                | Cyril Pouclet          | EÉLV           | 1 091        | 2,18         |             |             |  |
|                | Laurent Legrip         | MPF            | 600          | 1,20         |             |             |  |
|                | Brigitte Guiardel      | DLR            | 322          | 0,64         |             |             |  |
|                | Corinne Auzanneau      | Cap21          | 213          | 0,42         |             |             |  |
|                | Ludovic Szotowski      | LO             | 191          | 0,38         |             |             |  |
|                | Élisabeth Donzel       | AÉI            | 128          | 0,26         |             |             |  |
|                | Franck Bellouin        | Divers         | 105          | 0,21         |             |             |  |
|                | Jacques Goguy          | Divers         | 77           | 0,15         |             |             |  |
|                |                        |                |              |              |             |             |  |
| Inscrits       | Inscrits               | Inscrits       | 85 113       | 100,00       | 85 107      | 100,00      |  |
| Abstentions    | Abstentions            | Abstentions    | 33 920       | 39,85        | 35 164      | 41,32       |  |
| Votants        | Votants                | Votants        | 51 193       | 60,15        | 49 943      | 58,68       |  |
| Blancs et nuls | Blancs et nuls         | Blancs et nuls | 1 052        | 2,05         | 1 230       | 2,46        |  |
| Exprimés       | Exprimés               | Exprimés       | 50 141       | 97,95        | 48 713      | 97,54       |  |